# Digorà
Digora (en osset: Дигорæ, en rus: Дигора́), és una localitat de la república caucàsica d'Ossètia del Nord, a la Federació Russa. Està situada 49 km al nord-est de la capital Vladikavkaz, al costat del riu Uredon (afluent del Terek). L'any 2002 tenia 11.819 habitants. Va ser fundada l'any 1852 com l'aul de Volno-Khristianovski (Во́льно-Христиа́новский), després anomenada selo Novokhristianovskoie (Новохристиа́новское), Khristianovskoie (Христиа́новское), i finalment Digora l'any 1934. Va obtenir l'estatus de ciutat l'any 1964.